# 南十字座Y
南十字座Y，又名BD+46 1817，HD 110914、SAO 44317、HR 4846，是南十字座的一颗恒星，视星等为4.99，位于銀經126.45，銀緯71.65，其B1900.0坐标为赤經12h 40m 25.9s，赤緯+45° 71.65′ 13″。